# Maria Belimbasaki
Maria Belimbasaki (griechisch Μαρία Μπελιμπασάκη, * 19. Juni 1991 in Agios Nikolaos) ist eine griechische Leichtathletin, die sich auf den Sprint spezialisiert hat.

## Karriere
Am 15. Juni 2012 wurde Maria Belimbasaki als damals 20-Jährige erstmals griechische Meisterin im 100-Meter-Lauf. Einen Tag darauf feierte sie bei den nationalen Meisterschaften in Athen mit dem Sieg im 200-Meter-Lauf ihren zweiten griechischen Meistertitel. Nach den griechischen Meisterschaften nahm sie vom 27. Juni bis zum 1. Juli an den Europameisterschaften 2012 in Helsinki teil und startete über die 100 und die 200 Meter. Während sie im 200-Meter-Lauf die Vorläufe überstand, schied Belimbasaki über die 100 Meter in den Vorläufen aus. Im Halbfinale über die 200 Meter schied sie in einer Zeit von 23,31 Sekunden aus dem Wettbewerb aus.
Zudem qualifizierte Maria Belimbasaki sich in beiden Disziplinen für die Olympischen Spiele 2012 in London und wurde vom Elliniki Olymbiaki Epitropi für die Spiele nominiert. Im Olympiastadion London schied sie über die 100 Meter im Vorlauf mit einer Zeit von 11,63 Sekunden aus. Im 200-Meter-Vorlauf lief sie eine Zeit von 23,36 Sekunden und schied aus dem Wettbewerb aus.
Vom griechischen Leichtathletikverband wurde Maria Belimbasaki für die Weltmeisterschaften 2013 in Moskau nominiert und durfte dort im 200-Meter-Lauf an den Start gehen. Im Olympiastadion Luschniki qualifizierte sie sich mit einer Zeit von 23,41 Sekunden für die Halbfinalläufe. Im Halbfinale lief sie eine Zeit von 23,46 Sekunden und schied aus dem Wettbewerb aus.
Ihren dritten griechischen Meistertitel gewann Maria Belimbasaki am 20. Juli 2014 über die 200 Meter in 23,27 Sekunden. Einen Monat später nahm sie zwischen dem 12. und 17. August an den Europameisterschaften 2014 in Zürich teil. Sie startete über die 200 Meter. Nachdem sie den Vorlauf überstand, schied sie im Halbfinallauf mit einer Zeit 23,37 Sekunden aus dem Wettbewerb aus. Zudem startete sie gemeinsam mit Georgia Kokloni, Elisavet Pesiridou und Andriana Ferra in der 4-mal-100-Meter-Staffel; die griechische Mannschaft schied in den Vorläufen mit einer Zeit von 43,81 Sekunden aus.
Im Jahr 2015 feierte sie erneut den griechischen Meistertitel im 100-Meter- und im 200-Meter-Lauf. Über die 100 Meter siegte sie in einer Zeit von 11,47 Sekunden und über die 200 Meter in 23,12 Sekunden. Nach den Meisterschaften nahm sie für Griechenland an den Weltmeisterschaften 2015 in Peking und startete über die 200 Meter. Mit einer Zeit von 23,15 Sekunden überstand sie die Vorläufe und schied im Halbfinale mit einer Zeit von 23,28 Sekunden aus.
Am 19. Juni 2016 konnte sie zum dritten Mal hintereinander den Wettbewerb über die 200 Meter bei den griechischen Meisterschaften gewinnen. Sie siegte in einer Zeit von 23,21 Sekunden. Wenig später nahm sie an den Europameisterschaften 2016 in Amsterdam teil und startete dort in drei Disziplinen. Im 100-Meter-Halbfinallauf lief sie eine Zeit von 11,62 Sekunden und schied aus dem Wettbewerb aus. Über die 200 Meter schied sie knapp im Halbfinale aus, belegte aber schließlich mit dem 9. Platz ihr bestes Ergebnis bei Europameisterschaften. Zudem startete sie gemeinsam mit Maria Gatou, Elisavet Pesiridou und Ekaterini Dalaka in der 4-mal-100-Meter-Staffel, mit der sie die Vorläufe nicht überstand. Vom Elliniki Olymbiaki Epitropi wurde sie für den 200-Meter-Lauf bei den Olympischen Sommerspielen 2016 in Rio de Janeiro nominiert. In ihrem Vorlauf lief sie eine Zeit von 23,19 Sekunden und schied aus dem olympischen Wettbewerb aus.
Bei den griechischen Hallenmeisterschaften konnte sie erstmals 2017 einen Meistertitel gewinnen. Am 18. Februar 2017 siegte sie in 7,30 Sekunden im 60-Meter-Lauf. In der Freiluftsaison qualifizierte sie sich über die 200 Meter für die Weltmeisterschaften 2017 in London. Bei ihrem Vorlauf im London Stadium lief sie die 200 Meter in 23,21 Sekunden und schied mit dieser Zeit in den Vorläufen aus.

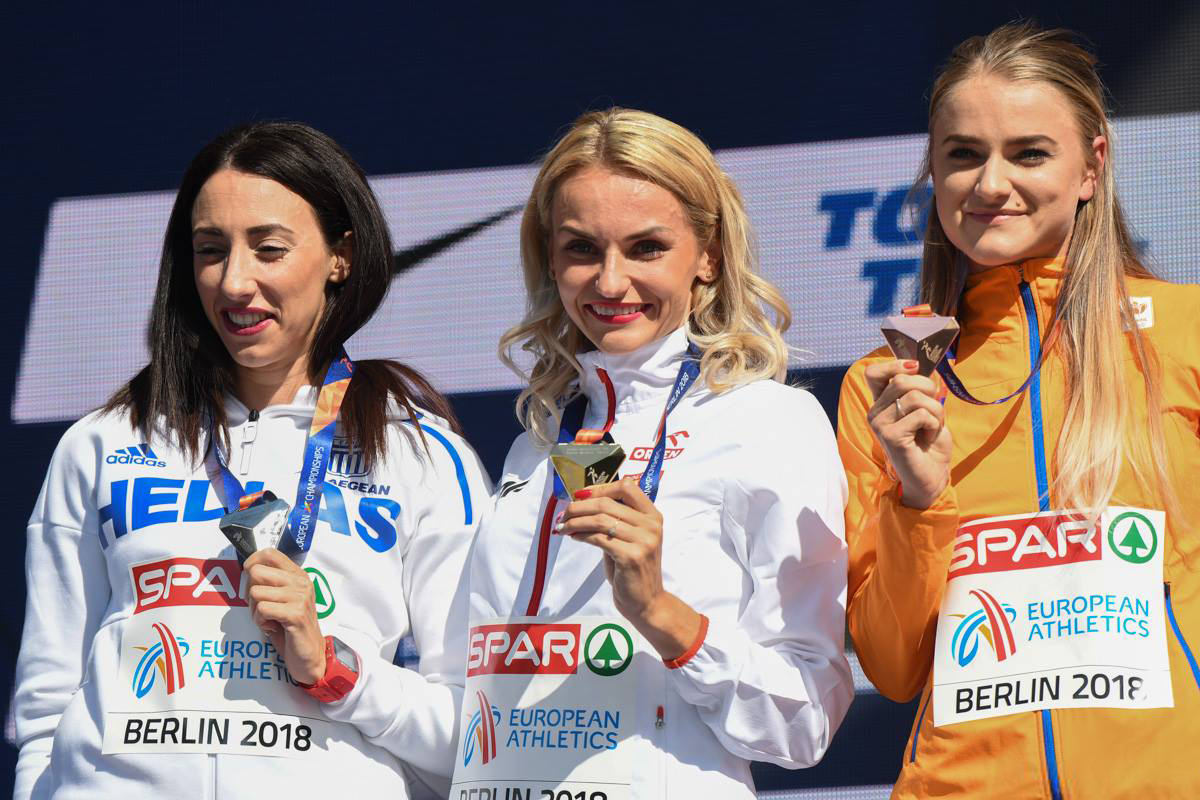
Siegerehrung bei den Europameisterschaften 2018

Im Jahr 2018 startete sie bei den griechischen Hallenmeisterschaften in dem für sie ungewohnten 400-Meter-Lauf und sicherte sich in 52,62 Sekunden den griechischen Meistertitel. Einen Tag später gewann sie auch den griechischen Meistertitel über die 200 Meter. Nach den beiden Meistertiteln nahm sie vom 1. bis 4. März an den Hallenweltmeisterschaften 2018 in der Arena Birmingham teil und startete dort im 400-Meter-Lauf. Im Vorlauf lief sie mit 52,27 Sekunden eine neue persönliche Bestzeit und belegte damit insgesamt hinter Courtney Okolo aus den USA und der Jamaikanerin Stephenie Ann McPherson den dritten Platz. Im Halbfinale wurde sie wegen Verlassens der Bahn disqualifiziert.

## Bestleistungen

### Freiluft
- 100-Meter-Lauf: 11,34 Sekunden am 15. Juni 2012 in  Athen
- 200-Meter-Lauf: 22,98 Sekunden am 15. Juli 2018 in  Patras
- 400-Meter-Lauf: 50,45 Sekunden am 11. August 2018 in  Berlin

### Halle
- 060-Meter-Lauf: 7,30 Sekunden am 18. Februar 2017 in  Athen
- 200-Meter-Lauf: 23,02 Sekunden am 11. Februar 2018 in  Piräus
- 400-Meter-Lauf: 52,27 Sekunden am 2. März 2018 in  Birmingham